# Uber Cup 1992
Die 14. Auflage des Uber Cups, der Weltmeisterschaft für Damenmannschaften im Badminton, fand gemeinsam mit dem Thomas Cup 1992 im Mai 1992 statt. Sieger wurde das Team aus China, welches im Endspiel gegen Südkorea mit 3:2 gewann.

## Qualifikationsrunde 's-Hertogenbosch

### Vorrunde

#### Gruppe A
- Südafrika –  Italien 4:1
- Südafrika –  Zypern 5:0
- Südafrika –  Luxemburg 5:0
- Italien –  Zypern 5:0
- Italien –  Luxemburg 5:0
- Zypern –  Luxemburg 5:0

#### Gruppe B
- Ungarn –  Schweiz 3:2
- Ungarn –  Island 4:1
- Ungarn –  Mexiko 5:0
- Schweiz –  Island 4:1
- Schweiz –  Mexiko 5:0
- Island –  Mexiko 4:1

#### Gruppe C
- Vereinigte Staaten –  Finnland 3:2
- Vereinigte Staaten –  Österreich 5:0
- Vereinigte Staaten –  Belgien 5:0
- Finnland –  Österreich 4:1
- Finnland –  Belgien 5:0
- Österreich –  Belgien 4:1

#### Gruppe D
- Frankreich –  Wales 4:1
- Frankreich –  Spanien 5:0
- Wales –  Spanien 5:0
- Mauritius gemeldet, aber nicht angetreten

### Halbfinalrunde

#### Gruppe W
- Dänemark –  Schottland 5:0
- Dänemark –  Polen 5:0
- Dänemark –  Ungarn 5:0
- Schottland –  Polen 4:1
- Schottland –  Ungarn 5:0
- Polen –  Ungarn 5:0

#### Gruppe X
- Niederlande –  Deutschland 5:0
- Niederlande –  Bulgarien 5:0
- Niederlande –  Frankreich 5:0
- Deutschland –  Bulgarien 4:1
- Deutschland –  Frankreich 5:0
- Bulgarien –  Frankreich 5:0

#### Gruppe Y
- England –  Kanada 3:2
- England –  Vereinigte Staaten 5:0
- England –  Tschechoslowakei 5:0
- Kanada –  Vereinigte Staaten 5:0
- Kanada –  Tschechoslowakei 4:1
- Vereinigte Staaten –  Tschechoslowakei 5:0

#### Gruppe Z
- Schweden –  Irland 5:0
- Schweden –  Südafrika 5:0
- Irland –  Südafrika 3:2
- GUS disqualifiziert

### Halbfinale
- Schweden –  England 3:2
- Niederlande –  Dänemark 3:2

### Spiel um Platz 3
- England –  Dänemark 3:2

### Finale
- Schweden –  Niederlande 4:1
- Schweden,  Niederlande und  England qualifiziert für das Finale

## Qualifikationsrunde Hongkong

### Vorrunde

#### Gruppe A
- Hongkong –  Neuseeland 4:1
- Hongkong –  Philippinen 5:0
- Hongkong –  Tansania 5:0
- Neuseeland –  Philippinen 5:0
- Neuseeland –  Tansania 5:0
- Philippinen –  Tansania 5:0

#### Gruppe B
- Indien –  Sri Lanka 5:0
- Indien –  Macau 5:0
- Sri Lanka –  Macau 5:0
- Nepal gemeldet, aber nicht angetreten

### Halbfinalrunde

#### Gruppe X
- Indonesien –  Japan 4:1
- Indonesien –  Hongkong 5:0
- Indonesien –  Chinesisch Taipeh 5:0
- Japan –  Hongkong 5:0
- Japan –  Chinesisch Taipeh 5:0
- Hongkong –  Chinesisch Taipeh 3:2

#### Gruppe Y
- Südkorea –  Thailand 5:0
- Südkorea –  Australien 5:0
- Südkorea –  Indien 5:0
- Thailand –  Australien 3:2
- Thailand –  Indien 3:2
- Australien –  Indien 5:0

### Halbfinale
- Südkorea –  Japan 5:0
- Indonesien –  Thailand 5:0

### Spiel um Platz 3
- Japan –  Thailand 4:1

### Finale
- Indonesien –  Südkorea 3:2
- Indonesien,  Südkorea und  Japan qualifiziert für das Finale

## Gruppe A
| Platz | Team                | Pld | W | L | MF | MA | MD  | GF | GA | GD  | PF  | PA  | PD   | Pts | Qualifikation |
| ----- | ------------------- | --- | - | - | -- | -- | --- | -- | -- | --- | --- | --- | ---- | --- | ------------- |
| 1     | Volksrepublik China | 3   | 3 | 0 | 14 | 1  | +13 | 28 | 4  | +24 | 395 | 176 | +219 | 3   | Q             |
| 2     | Indonesien          | 3   | 2 | 1 | 11 | 4  | +7  | 24 | 8  | +16 | 371 | 197 | +174 | 2   | Q             |
| 3     | Malaysia            | 3   | 1 | 2 | 4  | 11 | −7  | 8  | 23 | −15 | 174 | 323 | −149 | 1   |               |
| 4     | Niederlande         | 3   | 0 | 3 | 1  | 14 | −13 | 3  | 28 | −25 | 127 | 371 | −244 | 0   |               |

## Gruppe B
| Platz | Team     | Pld | W | L | MF | MA | MD  | GF | GA | GD  | PF  | PA  | PD   | Pts | Qualifikation |
| ----- | -------- | --- | - | - | -- | -- | --- | -- | -- | --- | --- | --- | ---- | --- | ------------- |
| 1     | Südkorea | 3   | 3 | 0 | 14 | 1  | +13 | 29 | 8  | +21 | 412 | 229 | +183 | 3   | Q             |
| 2     | Schweden | 3   | 2 | 1 | 8  | 7  | +1  | 19 | 19 | 0   | 361 | 359 | +2   | 2   | Q             |
| 3     | Japan    | 3   | 1 | 2 | 4  | 11 | −7  | 9  | 23 | −14 | 241 | 352 | −111 | 1   |               |
| 4     | England  | 3   | 0 | 3 | 4  | 11 | −7  | 14 | 22 | −8  | 322 | 395 | −73  | 0   |               |

## K.-o.-Runde
|  | Halbfinale          | Halbfinale |                     |          | Finale | Finale |
|  |                     |            |                     |          |        |        |
|  |                     |            |                     |          |        |        |
|  | Volksrepublik China | 5          |                     |          |        |        |
|  | Schweden            | 0          |                     |          |        |        |
|  |                     |            | Volksrepublik China | 3        |        |        |
|  |                     |            |                     | Südkorea | 2      |        |
|  | Indonesien          | 1          |                     |          |        |        |
|  | Südkorea            | 4          |                     |          |        |        |
|  |                     |            |                     |          |        |        |